# Chiesa di Santa Maria della Croce (Modugno)
La chiesa di Santa Maria della Croce o di San Nicola da Tolentino è un luogo di culto di Modugno (BA) situato in piazza del Popolo di fronte alla chiesa matrice, accanto al palazzo municipale.

## Storia
La chiesa è stata costruita, nel 1574, dal sacerdote Giovanni Maria Pascale, a proprie spese. Nel 1618 venne costruito un monastero delle benedettine olivetane, collegato alla chiesa.. La chiesa venne consacrata nel 1766 dal vescovo di Molfetta Orlandi. Nel 1924 fu dedicata a san Nicola da Tolentino.
Nella chiesa opera la Confraternita del Terzo ordine agostiniano sotto il titolo di san Nicola da Tolentino. Essa è stata fondata nel 1866 nella chiesa di Maria Santissima Annunziata, ma si trasferì nella chiesa di S. Maria della Croce allo scioglimento dell'ordine benedettino delle Olivetane, su concessione dell'Amministrazione del Comune. La divisa utilizzata nelle manifestazioni pubbliche dalla confraternita consiste in un saio nero con cinta nera e da un medaglione d'argento con stella a sei punte, caratteristica dell'ordine agostiniano.

## Descrizione

### Facciata
La facciata mostra un gusto per il barocco, maggiormente evidente nell'interno. Il portale ligneo riccamente decorato del 1639 è sormontato da una trabeazione, sottostante un timpano triangolare spezzato. Nel timpano è ricavata una nicchia con abside a conchiglia che accoglie una statua di San Benedetto. Questa struttura è completata da un piccolo timpano triangolare con bassorilievo di una testa alata. La facciata di tufo presenta, sino all'altezza del portale un bugnato e prosegue con un prospetto liscio dove si inseriscono due finestre. La facciata è sormontata da un timpano triangolare con apertura rettangolare al centro che serviva a dare luce alla tettoia a spioventi presente fino al 1954. Nell'angolo destro della facciata c'è uno stemma del cardo selvatico risalente all'epoca borbonica (1639). Sul lato destro della chiesa c'è un ingresso secondario e quattro monofore.

### Interno
All'interno, la chiesa presenta un'unica navata di dimensioni 18 metri di lunghezza e 9 di larghezza. Il pavimento è formato da mattonelle maiolicate.
Sui lati sono presenti quattro arcate a tutto sesto, separati da lesene con capitelli di ordine dorico e sormontate da cori con grata rigonfia. La parte interna dell'ingresso è sormontata dalla cantoria con grata simile a quella dei cori laterali. Abbondano le decorazioni a stucco presenti sulla volta a vele incrociate e sulle pareti; l'altare maggiore, in marmo dipinto, è dedicato a S. Maria della croce. Nella chiesa sono conservate diverse tele e statue realizzate nel Seicento da artisti locali.